# Pac-Man 99
Pac-Man 99 (パックマン99 Pakkuman 99?) es un videojuego de laberintos con elementos de battle royale desarrollado por Arika y publicado por Bandai Namco Entertainment para Nintendo Switch. Fue lanzado a través del servicio Nintendo Switch Online el 7 de abril de 2021.
Como parte de su franquicia Pac-Man, su modo de juego involucra hasta 99 jugadores compitiendo simultáneamente, similar a Tetris 99. Los jugadores controlan a Pac-Man a través de un laberinto cerrado, comiendo puntos en el tablero y evitando fantasmas de colores que los persiguen. Comer bolitas de poder hace que los fantasmas se vuelvan azules y se vuelvan comestibles; comer fantasmas envía enemigos llamados "Jammer Pac-Man" a otro oponente en un intento de ralentizarlos y eliminarlos del juego. El juego presenta contenido descargable pago que incluye juego sin conexión y máscaras adicionales, algunas basadas en otros juegos de Namco.
Está previsto que el juego finalice el 8 de octubre de 2023.

## Jugabilidad
La jugabilidad se hace eco de la del Pac-Man original; Con el modo de juego persecución de laberinto, el jugador controla a Pac-Man, navegando por un tablero y comiéndose los puntos blancos, llamados "Pac-Dots", que encuentra. Mientras hace esto, finalmente se liberan cuatro fantasmas en diferentes intervalos y comenzarán a perseguir a Pac-Man, cada uno a su manera. En las cuatro esquinas del laberinto hay grandes puntos parpadeantes llamados "perlas de poder", y cuando Pac-Man los consume, los fantasmas se volverán azules y huirán; Pac-Man puede comerse a los fantasmas durante este breve período de tiempo. También se pueden consumir varias frutas extra para restablecer el nivel.
Como un juego de batalla real en línea, el jugador jugará junto a otras 98 personas, sus pantallas serán visibles para el jugador y se muestran a la izquierda y a la derecha. Cuando un jugador elige apuntar a otro, cada fantasma que Pac-Man come hará que se envíe un "Jammer Pac-Man" al oponente, que apuntará a su Pac-Man y lo ralentizará al impactar, pero se puede eliminar comiendo. una pastilla de poder. Las variantes rojas del Jammer Pac-Man eliminarán al jugador al impactar y se quedarán quietos cuando el jugador tenga una pastilla de poder activa. Red Jammer Pac-Man se elimina cuando el jugador come una fruta. También hay "fantasmas durmientes" que, cuando se comen, crean un tren de clones en miniatura detrás de los fantasmas, que se pueden comer para abrumar a los oponentes con enemigos cuando una bolita de poder está activa. Después de comer una cierta cantidad de Pac-Dots, aparece una fruta extra y genera un nuevo laberinto cuando se come junto con los fantasmas dormidos, lo que permite al jugador continuar atacando a otros jugadores. Cuando un jugador entra en contacto con un fantasma, es eliminado del grupo de 99 jugadores. Esto continúa hasta que queda un jugador, y ese jugador es declarado ganador general del partido.
El jugador recibe una multitud de habilidades para darle a Pac-Man y agregar una capa de estrategia, como la capacidad de hacer que Pac-Man se mueva más rápido o sea más fuerte. Estos efectos solo están activos mientras dura una pastilla de poder. Los jugadores pueden apuntar a cualquier oponente que elijan, pero también a jugadores que se encuentren en situaciones particulares; se les da la opción de enviar el futuro Jammer Pac-Man a un oponente que está a punto de ser noqueado, jugadores que están atacando al jugador principal y jugadores que tienen la mayor cantidad de nocauts (KO). También se pueden apuntar a jugadores aleatorios.

## Desarrollo y lanzamiento
Pac-Man 99 fue desarrollado por Arika, que previamente había diseñado los juegos Battle Royale similares Tetris 99 y Super Mario Bros. 35 , y publicado por Bandai Namco Entertainment. Pearl Lai, gerente de marca de Bandai Namco Entertainment of America, creía que el juego era un buen concepto ya que combinaba la jugabilidad multijugador battle royale con el ya competitivo Pac-Man. El juego se anunció en las redes sociales el 6 de abril de 2021, cinco días después de la discontinuación de Super Mario Bros. 35, y se lanzó al día siguiente en Nintendo Switch para los consumidores que tienen compró una membresía de Nintendo Switch Online.
Además del lanzamiento, también hubo una variedad de contenido descargable (DLC) que se podía comprar. Se lanzaron temas DLC especiales por separado, que cambian el aspecto de los gráficos al estilo de otros juegos arcade clásicos de Namco, con temas basados en Galaga, Dig Dug , Xevious, The Tower of Druaga, The Return of Ishtar, Metro-Cross , New Rally-X, Mappy, Genpei Tōma Den, Cosmo Gang el vídeo, ' 'Yokai Dochuki, Dragon Buster, Valkyrie no Densetsu, Rolling Thunder , Dragon Spirit, Wonder Momo, Baraduke, Toy Pop, Bravoman y Sky Kid. El mismo día se lanzó un paquete todo en uno denominado "Deluxe Pack", que contiene todos los DLC. Temas adicionales basados en juegos de Namco como Hopping Mappy, Warp & Warp, The Tower of Babel , Wagan Land, Tank Battalion y Splatterhouse: Wanpaku Graffiti se lanzaron de forma gratuita después del lanzamiento.
El 16 de mayo de 2023, Bandai Namco y Nintendo anunciaron que el juego se suspendería el 8 de octubre de 2023, aunque los jugadores que posean el DLC Mode Unlock podrán continuar jugando los modos fuera de línea después de que se cierren los servidores del juego.

## Recepción
Pac-Man 99 recibió un 76 sobre 100 en agregador de reseñas Metacritic, lo que indica "críticas generalmente favorables".